# Observatório Astrofísico Smithsonian
Observatório Astrofísico Smithsonian (SAO) é um instituto de pesquisa do Instituto Smithsoniano localizado em Cambridge, Massachusetts nos Estados Unidos. Junto a ele estão o Harvard College Observatory (HCO) e o Harvard-Smithsonian Center for Astrophysics. São os operadores do observatório de raios-X Chandra para a NASA.